# Hortense Aka-Anghui
Hortense Aka-Anghui, född 1933, död 2017, var en ivoransk politiker. 
Hon blev 1965 en av de tre första kvinnliga parlamentsledamötena i Elfenbenskusten. 
Hon var ordförande i Association des Femmes Ivoiriennes 1984–1991 och minister för kvinnofrågor 1986–1990. 